# Александар Сотировски
Александар Сотировски (Битољ, 1971) је македонски стрипски цртач и илустратор. Припада трећем таласу македонског стрипа главног тока. Творац је многих познатих стрипова и илустрација, а сарађује са македонским и светским продукцијама и издавачима.

## Биографија
Сотировски је рођен у Битољу, 1971. године. Свој први стрип „Таинствениот храм" направио је 1988. а први објављен стрип „Don't Plаy with the Universe" изаша му је у октобру 1994. године, у првом броју стрипске ревије Клик!, чији је био оснивач и главни и одговорни уредник.
Аутор је стрипова „Животен скок", „Јust one Fix!...", „Паркети", „Тунел", „Тајна на подземното езеро", „Хоризонт", „Леминзи и Осаменост", рађених углавом по сопственом сценарију. Једно време је радио и објављивао карикатуралне табле стрипа у македонском Илустрираном забавнику.
Према драмском комаду "Двајца во Еден" Томислава Османлија, Сотировски је 1995. нацртао стрип од 62 табле, објављен у истоименој књизи аутора драме (издање НИП "Ђурђа", Скопље, 1995), појављујући се као први македонски цртач стрипа направљеног по позоришном предлошку, али и стрипа објављеног у књизи.
Своје стрипове објављивао у македонским листовима Нова Македонија, Блеф и Млад борец, као и у часописима Патагонија у Србији и Стрипбургер у Словенији.
Сотировски се занима и илустрацијама и карикатуром које објављује у различитим рубрикама Нове Македоније. За своје дечје сликовнице неколико пута је награђиван на конкурсима фонда "Отворено друштво".
У фебруару 2001. године у неколико бројева Пулса издаје стрипску причу "Мачке" по причи Томислава Османлија. На овој причи је у периоду "Туш лабораторије" 1980-их радио и Игор Тошевски.
Заједно са колегама из најновије македонске стрип генерације, Сотировски је излагао на Strip & Sound фестивалу у Скопљу (1995), као и на посебним изложбама у родном граду Битољу.
У сарадњи са сценаристом и стрипским теоретичарем Бориславом Станојевићем из Београда, Сотировски је  1999. у посебном албуму на енглеском језику, објавио је графичку новелу "Капетан Нитрат" са неколико епизода стрипа о првом балканском суперјунаку сазданом од запаљиве филмске нитро-траке. Овај албум је први стрипски албум неког македонског аутора.
Његови стрипови су представљени и на манифестација „1,59" на Светском фестивалу стрипа у Ангулему, Француска, у јануару 2000, а у октобру исте године изложио је неке од својих стрипова на ауторској презентацији у Сарајеву, Босна и Херцеговина.
Живи и ради у Скопљу.